# Calling (B'zの曲)
「Calling」（コーリング）は、日本の音楽ユニット・B'zの楽曲。1997年7月9日にRooms RECORDSより22作目のシングルとして発売された。

## 概要
前作『FIREBALL』から約4か月ぶりのリリース。
初回限定版にはステッカーが封入されていた。
ジャケット写真は沖縄県で、雨の中、魚眼レンズを駆使してメンバーが乗っている車のボンネットをデフォルメして撮影された。
オリコンでは初動で50万枚超え、累計売上は前作『FIREBALL』を上回り、シングルとしては1996年発売の『Real Thing Shakes』以来1年ぶり、通算14作目のミリオンセラーとなった。日本レコード協会の集計では1992年の『BLOWIN'』から本作まで13作連続でミリオンセラーに認定された。ただし、最終週に累計売上100.2万枚でミリオンセラーとなり、オリコンミリオンセラー曲では最も累計売上が少ないシングルとなった。

## 収録曲
| 全作詞: 稲葉浩志、全作曲: 松本孝弘。 |                                          |           |            |                                        |      |
| #                                    | タイトル                                 | 作詞      | 作曲・編曲 | 編曲                                   | 時間 |
| 1.                                   | 「Calling」                              | 稲葉浩志  | 松本孝弘   | 松本孝弘・稲葉浩志・徳永暁人・池田大介 | 5:56 |
| 2.                                   | 「Gimme your love (Live at Tokyo Dome)」 | 稲葉浩志  | 松本孝弘   | 松本孝弘・稲葉浩志                     | 6:05 |
| 合計時間:                            | 合計時間:                                | 合計時間: | 12:01      |                                        |      |

## 楽曲解説
1. Calling
  - 1996年末から制作に入っていたが、アレンジを重ねてアレンジャーも結果的に松本・稲葉・池田・徳永の4人が関わり、完成にはB'z史上最長の7か月以上を費やしている[5]。また、その後多くのB'zの楽曲に携わる徳永暁人が初めて編曲に携わった作品でもある。
  - まったく異なる2つの曲が融合してできた楽曲で、タイプの違うサビが2種類存在している。
  - 元々はライブ限定の曲として披露され、ファンの声によりシングル化となった。なお、楽曲自体はアメリカ滞在時に松本が友人から詞を渡されたことをきっかけに、プレゼントする気持ちで書いたもの[5]。
  - 同年に行われた『B'z LIVE-GYM Pleasure'97 "FIREBALL"』のアンコールで、未発表曲として初披露された際は、中盤のバラード部分しか存在しなかった。
  - PVは「FIREBALL」の続きで、冒頭に「FIREBALL」のサビ部分が少し流れるようになっている[6][注釈 1]。「FIREBALL」が炎の中での演奏だったのに対し、雨の中で演奏しているもので、使用した水の量は約5トンである。また、二つの曲調部分がそれぞれ青光画面と白黒画面に二分されている。映像内では松本がピアノやヴァイオリンを演奏しているシーンが含まれている[7]。PVの監督は下山天が担当している[8]。
  - テレビでは1997年7月11日放送の『ミュージックステーション』[9]で初披露され、同年7月12日の『CDTV』でも披露、同年12月の『500回記念 ミュージックステーションスペシャル スーパーライブ97』では「スイマーよ!!」と共に披露された[10]。
2. Gimme your love (Live at Tokyo Dome)
  - 4thアルバム『RISKY』に収録されている「GIMME YOUR LOVE -不屈のLOVE DRIVER-」のライブバージョン。
  - 1997年に行われた『B'z LIVE-GYM Pleasure'97 "FIREBALL"』の、3月22日の東京ドーム公演でのライブ音源を収録している[11]。
  - B'z初のライブ音源で、唯一CDに収録されているライブ音源である。
  - 2nd beatの中では最も収録時間が長い。
  - 最初に少し聴こえるのはライブ版「Do me」のエンディング部分であり、最後に聞こえるのは次曲「BLOWIN'」である。
  - 当時はPVとして実際のライブ映像がフルコーラスで使われおり、後にこのライブ映像は『B'z LIVE-GYM Hidden Pleasure 〜Typhoon No.20〜』に収録された。ただし、DVDに収録されたものと本作の音源は公演日が異なる別音源である。

## タイアップ
- テレビ朝日系ドラマ『ガラスの仮面』テーマソング（#1）
- テレビ朝日系ドラマ『ガラスの仮面 PartⅡ』テーマソング（#1）
- テレビ朝日系ドラマ『ガラスの仮面 感動の完結編スペシャル』テーマソング（#1）

## 参加ミュージシャン
- 松本孝弘:ギター、全曲作曲・編曲
- 稲葉浩志:ボーカル、全曲作詞・編曲
- 徳永暁人:ベース・編曲（#1）
- 池田大介:編曲（#1）
- 明石昌夫:ベース
- 青山純:ドラム（#1）
- 山木秀夫:ドラム（#1）
- デニー・フォンハイザー:ドラム（#2）
- 小野塚晃:ピアノ（#1）
- 増田隆宣:キーボード（#2）
- 篠崎Strings：ストリングス（#1）

## 収録アルバム
Calling
- SURVIVE
- B'z The Best "Pleasure"
- The Ballads 〜Love & B'z〜
- B'z The Best "ULTRA Pleasure"
- B'z The Best XXV 1988-1998

## ライブ映像作品
Calling
- once upon a time in 横浜 〜B'z LIVE GYM'99 "Brotherhood"〜
- B'z The Best "ULTRA Pleasure"（特典DVD）
- B'z LIVE-GYM Hidden Pleasure 〜Typhoon No.20〜
- B'z LIVE-GYM 2011 -C'mon-
- B'z COMPLETE SINGLE BOX（特典DVD）
- B'z LIVE-GYM Pleasure 2018 -HINOTORI-
- B'z SHOWCASE 2020 -5 ERAS 8820- Day1〜5
- B'z LIVE-GYM Pleasure 2023 -STARS-

Gimme your love (Live at Tokyo Dome)
- B'z LIVE-GYM Hidden Pleasure 〜Typhoon No.20〜